# サダオ郡
座標: 北緯6度38分19秒 東経100度25分26秒 / 北緯6.63861度 東経100.42389度
サダオ郡(サダオぐん、タイ語: สะเดา)はタイ南部ソンクラー県の郡の一つ。

## 歴史
サダオ郡はもともとクダ王国の一郡チャーンルン（Changlun）の支配地であり、チャーンルンとはタイ語で「象が倒れる」という意味である。タイでサイブリーとして知られるクダ王国のマレー・スルタンの従属下にあった。サダオはマレー語でスンダワ（Sendawa）として知られている。
シャム（現在のタイ王国）とイギリスとの間で、1909年英シャム条約が結ばれる際にチャーンルン地域は二つに分割され、主要な国境市街地はマレーシアクダ州クバン・パス郡に、タムボン・サダオなど、そのほかの地域はタイ王国に残った。
タムボン・サダオは、プリック分郡に所属していたが、1917年にサダオ郡が設置された。

## 地名の起源
サダオの名はタイ語でインドセンダンを意味する。

## 地理
サダオ郡は西から時計回りにサトゥーン県クワンドーン郡、クワンカーロン郡、ソンクラー県クローンホーイコーン郡、ハートヤイ郡、チャナ郡、ナータウィー郡、南西はマレーシアケダ州とプルリス州に接する。

## 交通
この郡はタイで最長の国道、ペートカセーム通り（国道4号）の終点に位置する。この道路はバンコクを起点とし、タイ-マレーシア国境、ダーンノック（บ้านด่านนอก、タイ王国）／ブキット・カユ・ヒタム（マレーシア）を終点にしている。
マレーシアとの主な国境検問所は二カ所にあり、一つはダーンノック（タイ王国）とブキット・カユ・ヒタム（マレーシア）の通過点。もう一つは、パーダンベーサー（パダンブサール（タイ側））とプルリス州パダンブサール（マレーシア側）であり、列車はこの国境から入国する。

## 行政区分
サダオ郡は9のタムボンに分かれ、さらにその下位に67の村（ムーバーン）がある。郡内には2つのテーサバーンムアンがあり、テーサバーンムアン・サダオはタムボン・サダオを管理している。テーサバーンムアン・パーダンベーサー（パダンブサール（タイ側））はタムボン・パーダンベーサーの一部を管理している。
テーサバーンタムボンは4つある。テーサバーンタムボン・プリックは、タムボン・プリックの一部を管理している。テーサバーンタムボン・クローンゲは、タムボン・パンラーの一部を管理している。テーサバーンタムボン・サムナックカームはタムボン・サムナックカーム全域を管理してる。テーサバーンタムボン・パーダンベーサーは、テーサバーンムアン・パーダンベーサーの管轄地域以外のタムボン・パーダンベーサーの一部を管理している。その他のタムボンはタムボン行政体により行政が行われている。
| No. | 名                         | タイ語    | 村数 | 人口   |
| --- | -------------------------- | --------- | ---- | ------ |
| 1.  | タムボン・サダオ           | สะเดา     | -    | 19,284 |
| 2.  | タムボン・プリック         | ปริก       | 11   | 20,808 |
| 3.  | タムボン・パンラー         | พังลา      | 07   | 12,570 |
| 4.  | タムボム・サムナックテーオ | สำนักแต้ว   | 10   | 13,180 |
| 5.  | タムボン・トゥンモー       | ทุ่งหมอ     | 07   | 07,070 |
| 6.  | タムボン・ターポー         | ท่าโพธิ์     | 08   | 06,416 |
| 7.  | タムボン・パーダンベーサー | ปาดังเบซาร์ | 12   | 24,066 |
| 8.  | タムボン・サムナックカーム | สำนักขาม   | 07   | 11,864 |
| 9.  | タムボン・カオミーキアット | เขามีเกียรติ | 05   | 05,048 |

## 注脚
1. ↑  タムボン・パンラー、タムボン・ターポー、タムボン・カオミーキアットの郵便番号は90170。タムボン・トゥンモーとタムボン・パーダンベーサーは 90240。タムボン・サムナックカームの第1、2、5、6、7村は90320。
2. ↑  “ประกาศกระทรวงมหาดไทย ประกาศตั้งอำเภอสะเดาและอำเภอตากใบ” (Thai). Royal Gazette 26 (0 ง):  1107–1108. (1909-08-22).
3. ↑  Department of Provincial Administration"Population statistics 2009"

## 写真

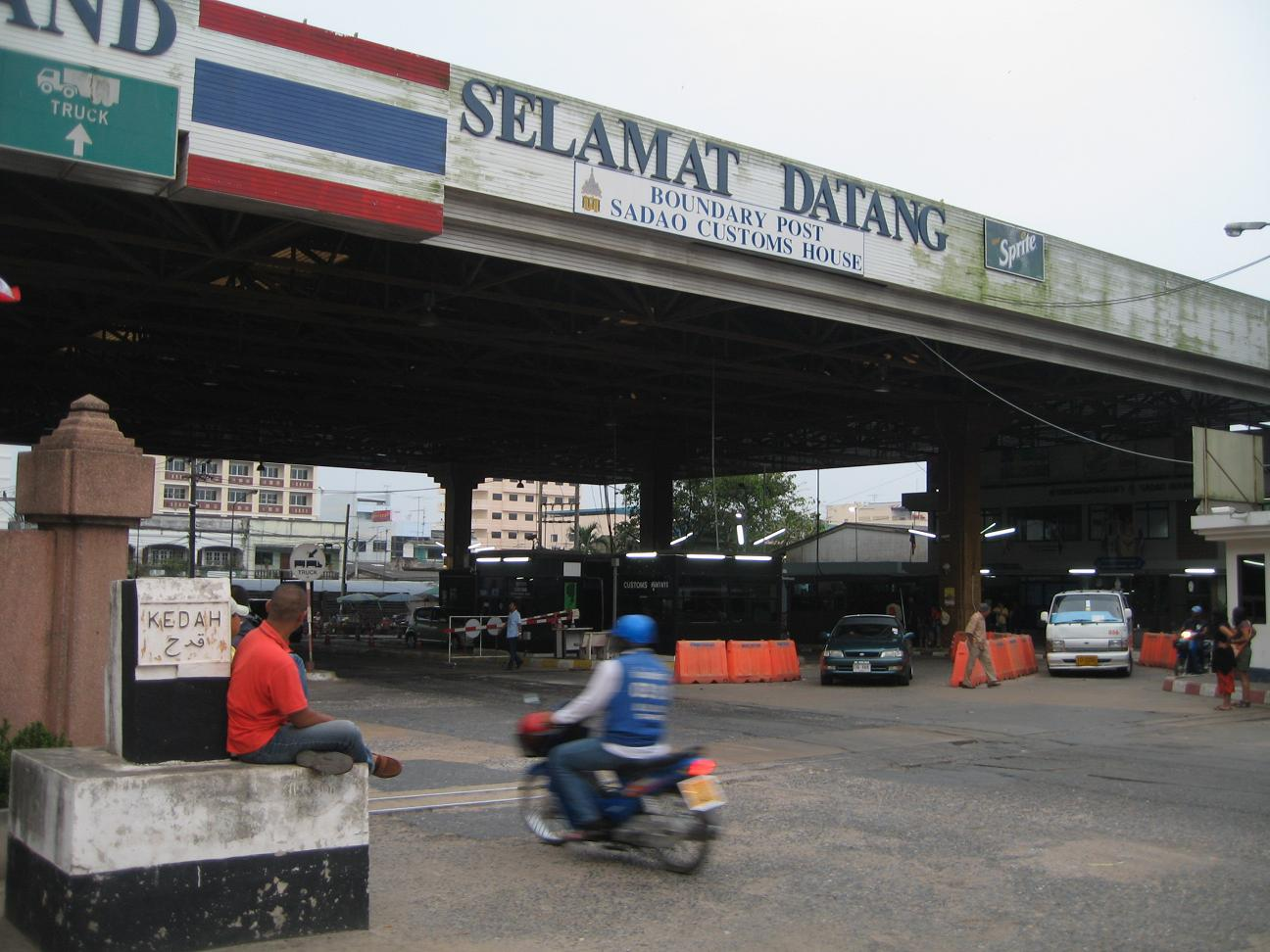
ダーンノック国境検問所
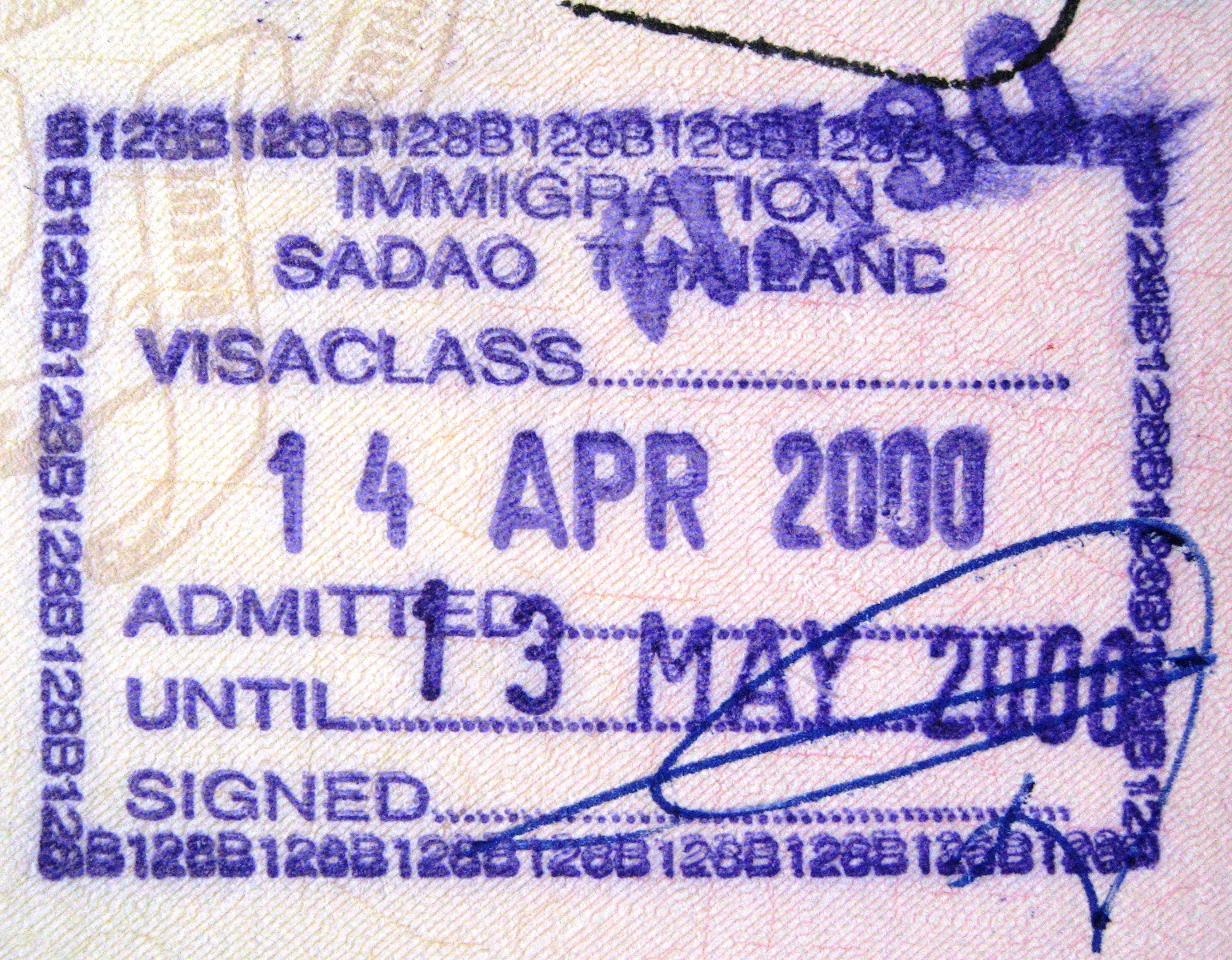
ダーンノック国境検問所の入国証印
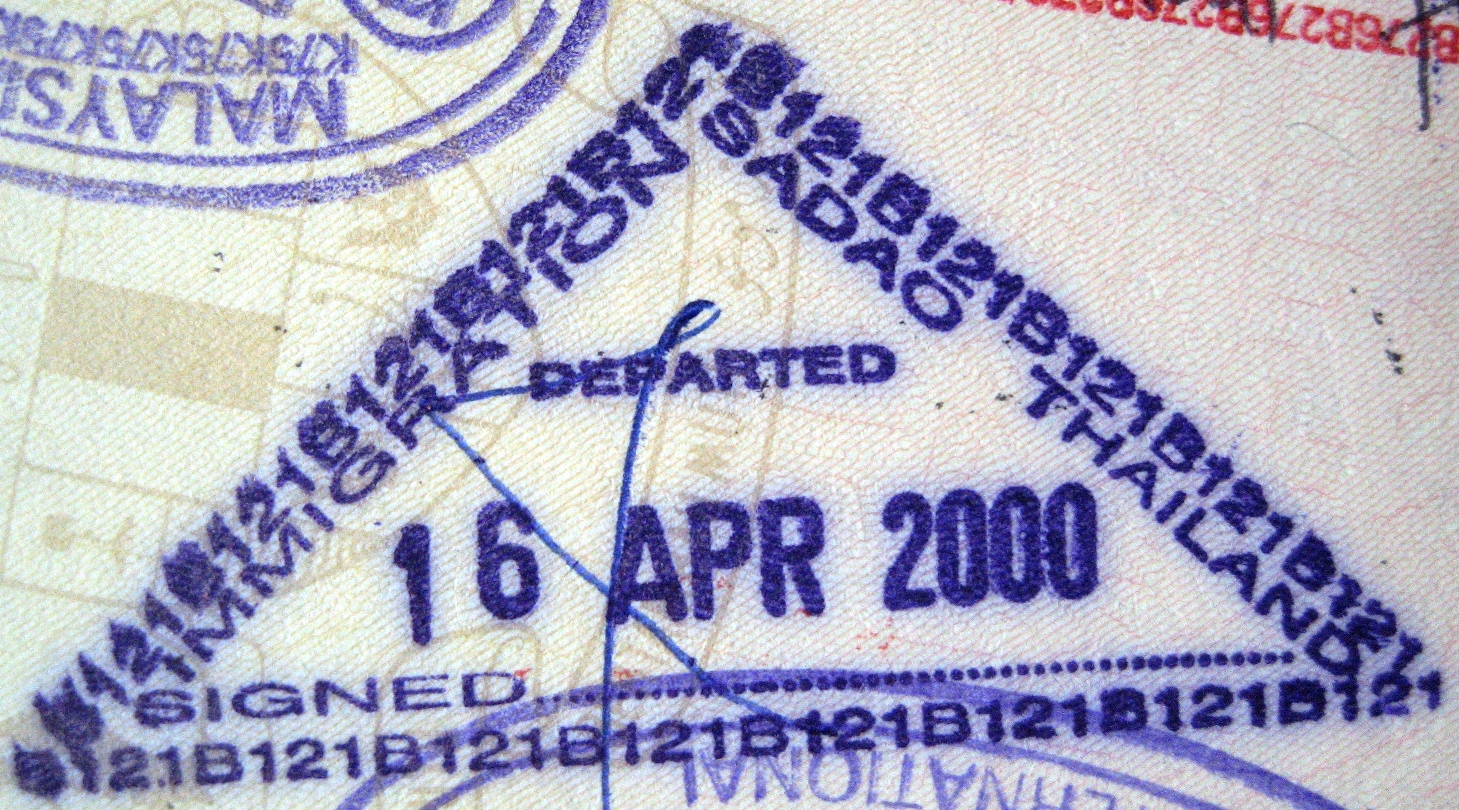
ダーンノック国境検問所の出国証印